# تپه سرآب سیاه‌بید علیا
تپه سرآب سیاه‌بید علیا مربوط به مس و سنگ است و در شهرستان کرمانشاه، بخش مرکزی، دهستان دورود فرامان، ۱ کیلومتری شرق روستای سیاه‌بید علیا واقع شده و این اثر در تاریخ ۱۸ اسفند ۱۳۸۷ با شمارهٔ ثبت ۲۴۹۲۰ به‌عنوان یکی از آثار ملی ایران به ثبت رسیده است.